# Екатериновка (Харьковская область)
Екатери́новка либо Катери́новка (укр. Катеринівка), село,
Катериновский сельский совет, Лозовской район, Харьковская область.
Код КОАТУУ — 6323981501. Население по переписи 2001 года составляло 1912 (871/1041 м/ж) человек.
Являлось до 2020 года административным центром Екатериновского сельского совета, в который, кроме того, входили сёла Братолю́бовка, Долговое, Миха́йловка и Светло́вщина.

## Географическое положение
Село Екатериновка находится на реке Лозовая;
выше по течению на расстоянии в 1 км расположен город Лозовая, пригородом которого Екатериновка является;
ниже по течению на расстоянии в 1 км расположено село Светло́вщина.
На расстоянии в 1 км расположен пгт Паню́тино.
Рядом проходит автомобильная дорога Т-2107.
Вокруг села проходят несколько железнодорожных веток; ближайшие станции — Панютино и Лозовая.

## Происхождение названия
На территории УССР находились более 50 населённых пунктов с названием Катериновка и Екатериновка.
Название селу было дано в честь Императрицы Всероссийской — Екатерины Второй; но поскольку та была крещена в честь святой великомученицы Екатерины, православный храм в селе построили в честь св. Екатерины Александрийской.
В 19 веке были «верноподданически» названы в Павлоградском уезде два недалеко расположенных села: одно — в честь Всероссийской императрицы Екатерины Великой — Екатери́новка, другое — в честь Всероссийской императрицы Елизаветы — Елизаве́товка.

## История
- Екатериновка была основана в начале 19 века потомками Харьковского полковника Михаила Куликовского. Первыми её жителями были крепостные из села Ракитное (Ново-Водолажский район).
- Первое упоминание - в «Геометрическом Генеральном Плане Екатеринославской Губернии Павлоградскаго уезда. Сочиненной Межевой Канцелярией в Отделении Чертежной в 1830 году». На территории нынешней Катериновки находились две деревни — Новоселки и Лозоватка. Впоследствии они объединились и образовали слободу Екатериновка (Лозовая), что указано на «трехверстовых» военно-топографических картах Шуберта до 1869 года.
- 1859 — дата объединения в одно селение.
- Затем Екатериновка стала центром Екатериновской волости Российской империи (до 1923 года, до создания районов).
- В 1917 году село называлось село Екатериновское.[2]
- Советская власть установлена в декабре 1917 года.[2]
- В конце 1940-х[10] годов к Екатериновке присоединили соседнее село Лозовая (Леоново); теперь это северная часть села.[3]
- В 1968 году[10] к селу был присоединён хутор Картамышевский.
- В 1992[1]-2011[7] годах село официально называется Екатериновка.[4][5]
- При СССР в селе были построены и работали колхоз имени Орджоникидзе с мастерскими, центральная усадьба которого находилась здесь;[1] центральная районная больница (Лозовская ЦРБ имени Ленина) с акушерским, гинекологическим, терапевтическим, травматологическим, урологическим, хирургическим отделениями, оперблоком, лабораториями, аптекой, рентгенкабинетом.[7]
- В 1992 году в селе действовали Екатериновский сельсовет,[4][5] Екатериновское почтовое отделение,[6] автоматическая телефонная станция (АТС), к которой были подключены ещё сёла Михайловка и Светловщина; сберкасса, аптека, медпункт, райбольница, быткомбинат, Дом культуры, детсад, школа, школа-интернат, Дом пионеров, сельпо, магазины, колхоз.[1]

## Экономика
- При СССР в селе была молочно-товарная ферма а также и свино фермы.
- Лозовская агрозащита, ДП.

## Объекты социальной сферы
- Средняя школа.
- Лозовская центральная районная больница. Акушеско-гинекологическое отделение отремонтировано в 2021 г.[17][12]

## Религия
До революции ВОСР в селе не было православной церкви.
Строить храм начали в 1998 году.
- Православный храм Екатерины Александрийской  построен между 1998 и 2013 г.[10]

## Экология
- Склад ядохимикатов, 200 т пестицидов и других ядовитых веществ. На складе 9 февраля 2009 г произошёл пожар, из-за которого в селе была объявлена эвакуация.

## Достопримечательности

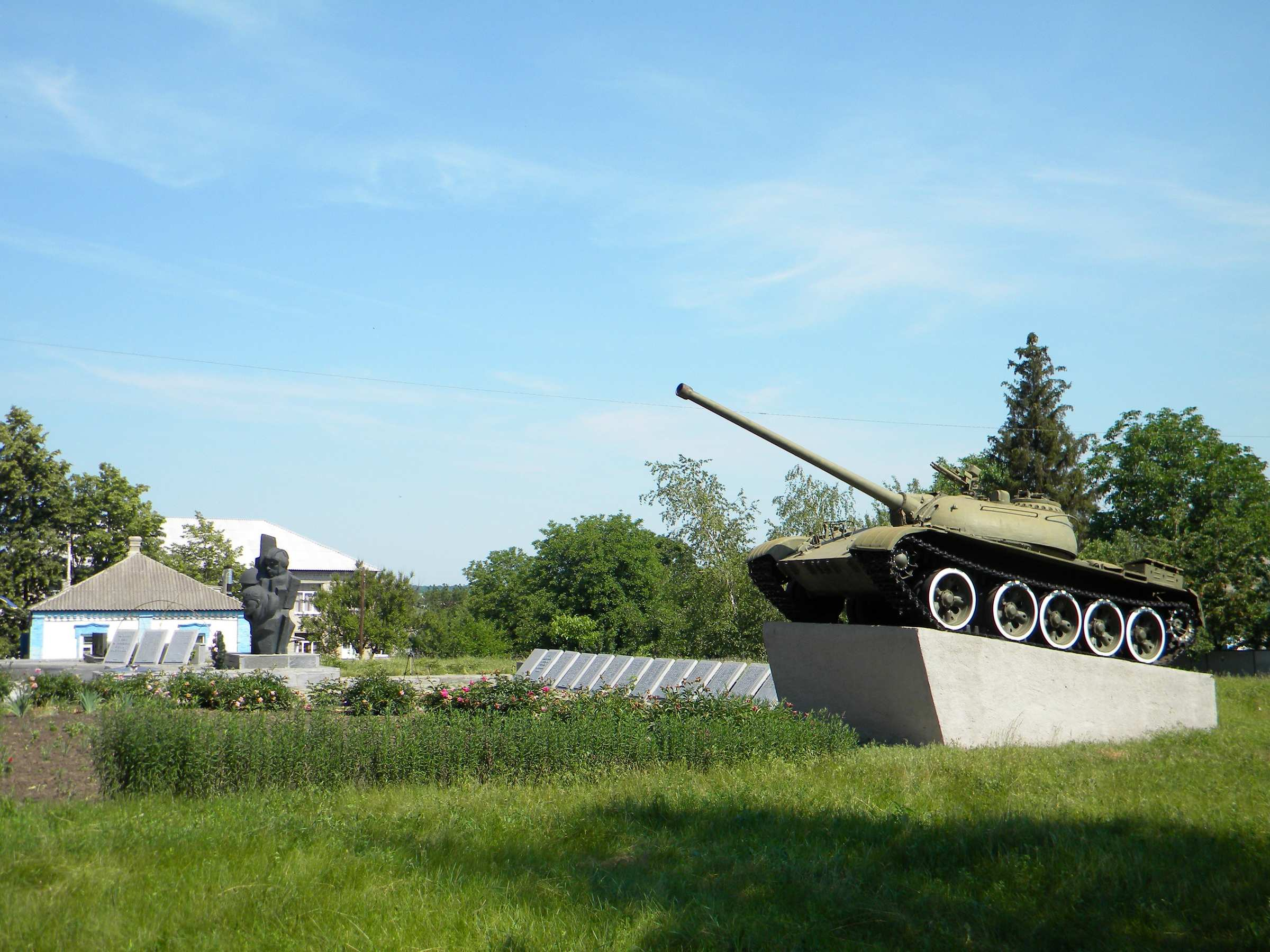
Мемориал на братской могиле советских воинов

Церковь святой Екатерины.братская могила советских воинов РККА. Похоронены 48 павших воинов дом культуры.

## Предприятия
- Детский сад.
- Клуб.
- Дом культуры.
- Фельдшерско-акушерский пункт.
- Спортивная площадка.
- Стадион.

## Известные люди
- Г. С. Могильченко – хлебороб, дважды Герой Социалистического Труда, председатель передового колхоза-миллионера.[3][10]
- Кучеренко, Николай Алексеевич - один из создателей танка Т-34, трижды лауреат Сталинской премии.[15][18][10]